# Schatulle (Grundbesitz)
Schatulle (von lateinisch scatola ‚Schachtel‘, ‚Schatzkästchen‘) hieß der private Grundbesitz eines Landesherrn. Es gab Schatullgüter und Schatulldörfer.
Im Unterschied zu Staats- und Hausvermögen (Familienfideikommiss) unterlag das Privatvermögen des Landesherrn der freien Verfügung des Eigentümers sowohl unter Lebenden als von Todes wegen nach den allgemeinen Regeln des Privatrechts, die weder durch staatsrechtliche noch durch privatfürstenrechtliche Sätze modifiziert waren.
Jedoch bestimmten viele Hausgesetze landesherrlicher Familien, dass unbewegliche, zum Schatullgut gehörende Sachen, über die der Erwerber bei Lebzeiten (auch testamentarisch) nicht verfügt hatte, bei seinem Tode dem Hausfideikommiss für immer zuwachsen sollten.
Dagegen galt in Preußen für diesen Fall der Rechtssatz, dass solche Güter von der Staatsdomäne einverleibt wurden.
In Preußen beruhte das Finanzsystem des Staates bis 1713 auf dem Unterschied zwischen Domänen- und Schatullgütern, den Friedrich Wilhelm I. durch Edikt vom 13. August 1713 zugunsten einer einheitlichen Gestaltung der Kammergüter aufhob.